# Глазунов, Григорий Иванович
Григорий Иванович Глазунов (1918—1989) — участник Великой Отечественной войны, начальник радиостанции 139-й гвардейской отдельной роты связи 92-й гвардейской стрелковой дивизии 37-й армии Степного фронта, гвардии старший сержант. Герой Советского Союза (1943).

## Биография
Родился 8 августа 1918 года в дер. Ванюшина, ныне Верхотурского района Свердловской области, в семье рабочего. Русский.
Окончил 7 классов. Работал машинистом на железнодорожной станции Выя.
В Красную Армию призван в 1939 году Исовским районным военным комиссариатом Свердловской области. В боях Великой Отечественной войны — с августа 1942 года. Воевал на Сталинградском, Воронежском и Степном фронтах.
Начальник радиостанции 139-й гвардейской отдельной роты связи комсомолец гвардии старший сержант Григорий Глазунов отличился при форсировании Днепра в районе с. Келеберда (Кременчугский район Полтавской области). 29 сентября 1943 года на лодке и вплавь переправился через реку и, установив радиосвязь с командиром дивизии, передавал данные для корректировки огня артиллерии. 1 октября корректировал огонь по танкам и пехоте противника. Несмотря на ранение, восстановил повреждённую радиостанцию и продолжал обеспечивать связь полка с дивизией. Воевал вместе с А. Ф. Горобцом — тоже Героем Советского Союза.
В 1946 году был демобилизован, работал на Исовском прииске дежурным по станции, затем — во Вторчермете уполномоченным от г. Нижний Тагил. Член КПСС с 1946 года.
Проживал в г. Нижняя Тура Свердловской области. Умер 19 апреля 1989 года. Похоронен на городском кладбище Нижней Туры.

## Награды
- Звание Героя Советского Союза присвоено 20 декабря 1943 года.
- Награждён орденами Ленина, Отечественной войны 1 степени и Красной Звезды, а также медалями, среди которых «За оборону Сталинграда».

## Память
- Имя Героя носила пионерская дружина Нижнетуринской школы № 5.
- В Свердловском областном краеведческом музее хранится солдатская гимнастёрка Г. И. Глазунова[4].